# کورمونت
کورمونت (به فرانسوی: Curemonte) یک کمون در فرانسه است که در canton of Meyssac واقع شده‌است.

## خصوصیات
کورمونت ۸٫۸۳ کیلومترمربع مساحت و ۲۱۳ نفر جمعیت دارد و ۱۴۳ متر بالاتر از سطح دریا واقع شده‌است.

## نگارخانه

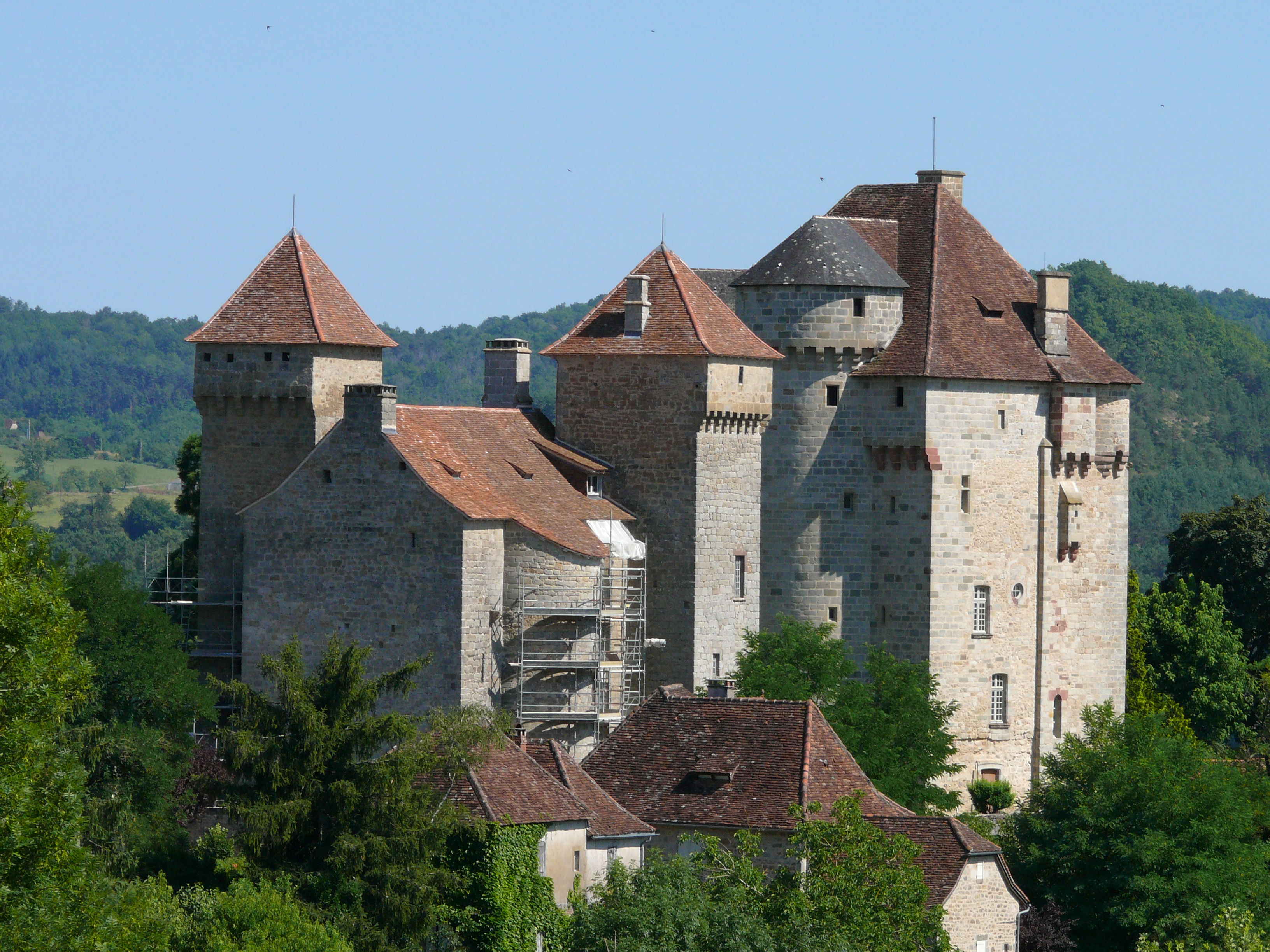
Châteaux de Plas et de Saint-Hilaire.
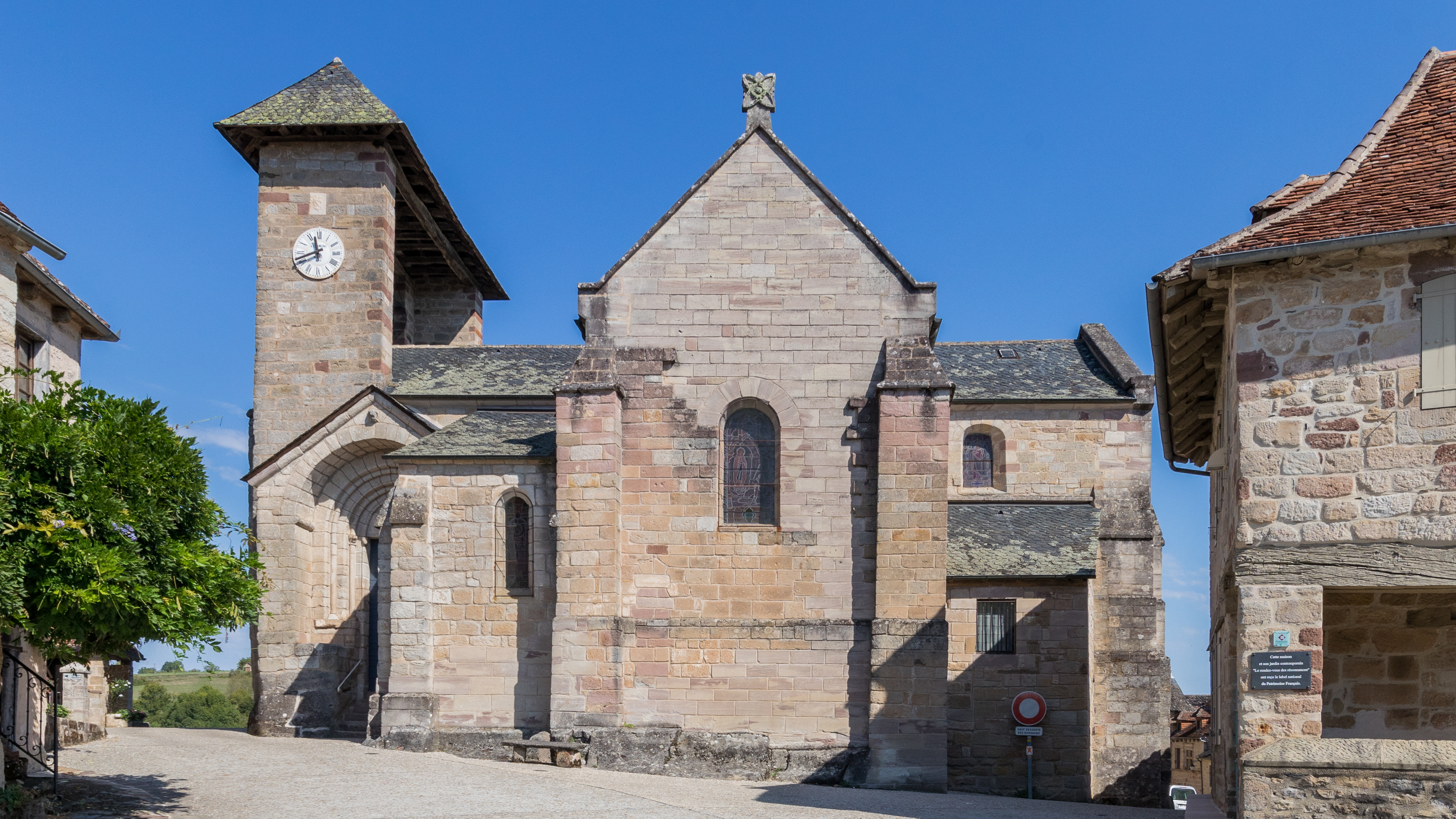
Église Saint-Barthélemy.
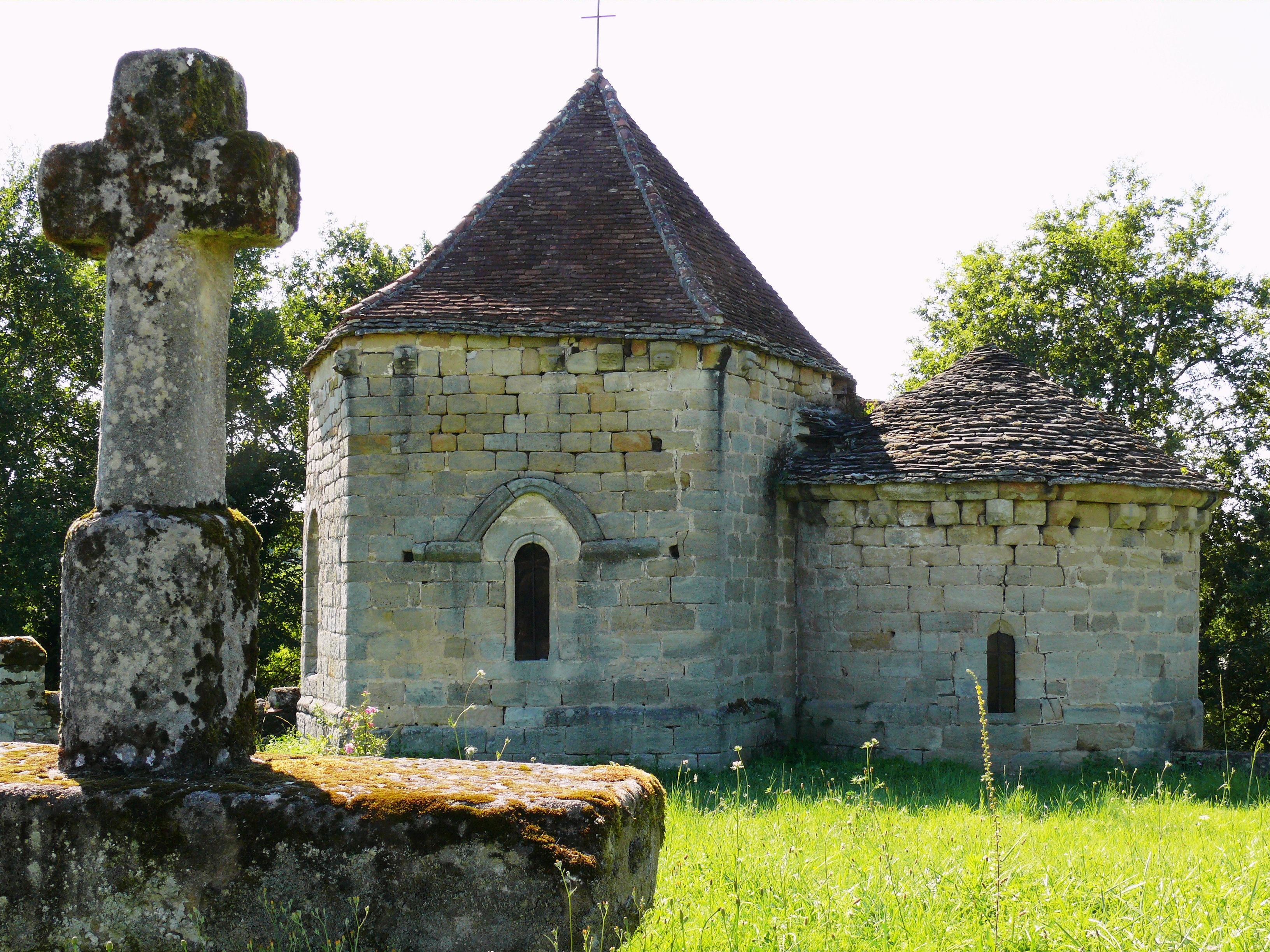
Maison du.